# Versöhnungskirche (Berlin-Biesdorf)
| Versöhnungskirchengemeinde Berlin-Biesdorf | Versöhnungskirchengemeinde Berlin-Biesdorf |
| ------------------------------------------ | ------------------------------------------ |
| Ansicht von Westen                         |                                            |
| Adresse                                    | Berlin-Biesdorf, Maratstraße 100           |
| Konfession                                 | evangelisch                                |
| Gemeinde                                   | Evangelische Versöhnungskirchengemeinde    |
| Aktuelle Nutzung                           | Gemeindekirche, Kultur                     |
| Gebäude                                    |                                            |
| Baujahr(e)                                 | 1986–1988                                  |
| Stil                                       | Moderne                                    |

Die Evangelische Versöhnungskirche im Berliner Ortsteil Biesdorf des Bezirks Marzahn-Hellersdorf ist ein in den späten 1980er Jahren errichtetes Kirchengebäude. Der Bau wurde aus einem Kirchenbauprogramm in der DDR finanziert und steht im Zusammenhang mit dem Neubaugebiet Marzahn.
Im Einzugsgebiet der Kirchengemeinde wohnen rund 3500 Mitglieder. Seit 2004 ist die Versöhnungskirche eine Filiale der Evangelischen Versöhnungskirchengemeinde Berlin-Biesdorf. Dazu gehören außerdem die Gnadenkirche und das Evangelische Gemeindezentrum Köpenicker Straße 165 in Biesdorf-Süd. Die Versöhnungskirchengemeinde gehört zum Kirchenkreis Lichtenberg-Oberspree und damit zur Evangelischen Kirche Berlin-Brandenburg-schlesische Oberlausitz. Das Haus in der Maratstraße (Biesdorf-Nord) dient auch der Evangelisch-methodistischen Kirche Berlin-Marzahn für ihre Gottesdienste.

## Geschichte

### Planung und Bau
Der starke Bevölkerungszuwachs durch die neuen Wohnbausiedlungen in den heutigen Ortsteilen Hellersdorf und Marzahn brachten ab 1977 auch zahlreiche Christen in diese bis dahin eher dörfliche Gegend. Die DDR genehmigte im Zusammenhang mit der Entstehung großer Neubaugebiete in vielen Städten der DDR den Bau neuer Kirchengebäude. Daraufhin legte der Bund der Evangelischen Kirchen in der DDR 1976 ein Sonderbauprogramm auf, dessen Finanzierung zu großen Teilen von der Evangelischen Kirche der Bundesrepublik übernommen wurde. Eine der Kirchen dieses Programms war das Gemeindezentrum im Bezirk Marzahn, Ortsteil Biesdorf. Zunächst hatten sich Hauskreise im Neubaugebiet gebildet, die von Pastoren betreut worden waren. Die neue Gemeinde erhielt auf Vorschlag des Bischofs Joachim Rogge den Namen Versöhnungsgemeinde. Dabei war nicht beabsichtigt, einen Ersatz für die gleichnamige Weddinger Gemeinde zu bilden, weil deren Kirche in der Bernauer Straße zu dieser Zeit durch die DDR-Oberen zum Abriss bestimmt worden war. Das kirchliche Bauamt wollte der neuen Gemeinde für ihren Neubau aber den historischen Altaraufsatz aus dieser Kirche wie auch einige Abendmahlsgeräte überlassen. Die Gemeindemitglieder verhinderten den Einbau des Altars, stimmten aber dem vorgeschlagenen Namen zu, weil damit folgende Kirchenaufträge verbunden wurden: Versöhnung zwischen Christen und Atheisten, Versöhnung zwischen den verschiedenen Konfessionen, Versöhnung zwischen Polen, Russen und Deutschen, Versöhnung zwischen Siegern und Besiegten und schließlich Versöhnung zwischen den Generationen sowie zwischen den Opfern und den Schuldigen. Die feierliche Verleihung des Namens Evangelische Versöhnungskirchengemeinde Berlin-Marzahn erfolgte am 1. Januar 1981.
Vertreter der neuen Gemeinde, unter anderem die Pfarrersfamilie Tietsch, besichtigten zur Vorbereitung eines eigenen Gotteshauses das in dieser Zeit entstehende Eisenhüttenstädter Gemeindezentrum. Die Architekten hatten hier ein Gebäude mit gläsernen Wänden und mit viel Stahlbeton entworfen. Diese Durchsichtigkeit wollten die Marzahner jedoch nicht, sie setzten in den Beratungen im Kirchenbauausschuss mit dem Architektenteam einen schlichten Bau durch, der einen quadratischen Kirchenraum von 10 m × 10 m vorsah. Daneben plante man einen erweiterbaren Gemeinderaum (ebenfalls 10 m × 10 m), ein bescheidenes Foyer und einige westlich angesetzte Funktionsräume – insgesamt wurden damit rund 460 m² Fläche belegt.

### Bau und Einweihung
Der Bauplatz an der Maratstraße Ecke Buschiner Platz im Ortsteil Biesdorf wurde im Jahr 1980 der Gemeinde übereignet. Wegen knapper Finanzen und der spärlichen Geldzuwendungen aus der alten Bundesrepublik im Rahmen des staatlichen Programms für Kirchenneubauten konnte erst im Oktober 1985 die Grundsteinlegung durch Gundula Tietsch und Bischof Albrecht Schönherr erfolgen. Bereits am 10. Januar 1986 feierte die Gemeinde das Richtfest und die Kirchenweihe fand am 1. Advent des gleichen Jahres statt. Auch das ZDF übertrug dieses Ereignis. Weil bereits in der Bauphase die gemeinsame Nutzung durch die evangelische Gemeinde und die evangelisch-methodistische Gemeinde vereinbart worden war, sprachen anlässlich der Einweihung der Bischof Gottfried Forck der evangelischen Landeskirche und der methodistische Bischof Rüdiger Minor. Darüber hinaus zogen weitere Bischöfe, Älteste und Gemeindemitglieder in das neue Gotteshaus, die Bibel und die Altargeräte wurden übergeben.

### Nutzung
Über den eigentlichen Dienst am Menschen durch die Christengemeinde hinaus finden Orgelkonzerte, Chorkonzerte und Buchlesungen in den drei Stätten der Versöhnungskirchengemeinde Biesdorf statt.

## Architektur
Architektonisch ist das eingeschossige Haus nicht besonders auffällig, es fügt sich in Form und Farbwahl in die umliegende villenähnliche Bebauung ein. Einen Glockenstuhl oder Turm gibt es nicht, nur ein vergoldetes Metallkreuz kündet von der Existenz der Kirche. Die Decke über den beiden Haupträumen ist mit Holz verkleidet.

### Kirchenschiff
Der Haupttrakt des Kirchengebäudes besteht aus zwei nebeneinander angelegten gleich hohen und mit einem gleichartigen umlaufenden Fensterfries geschmückten Räumen. Sie sind durch eine Glaswand voneinander abgetrennt, die bei Bedarf geöffnet werden kann. So entsteht Platz für mehrere hundert Besucher. Auf der Nordseite des Kirchenhauptraumes ist der Altar aufgerichtet, östlich daneben steht seit 1991 eine Orgel. Westlich daneben befindet sich eine kupfergetriebene Taufschale, die – als einziges Ausstattungsstück – aus der Versöhnungskirche Wedding stammt.

### Gemeinderaum

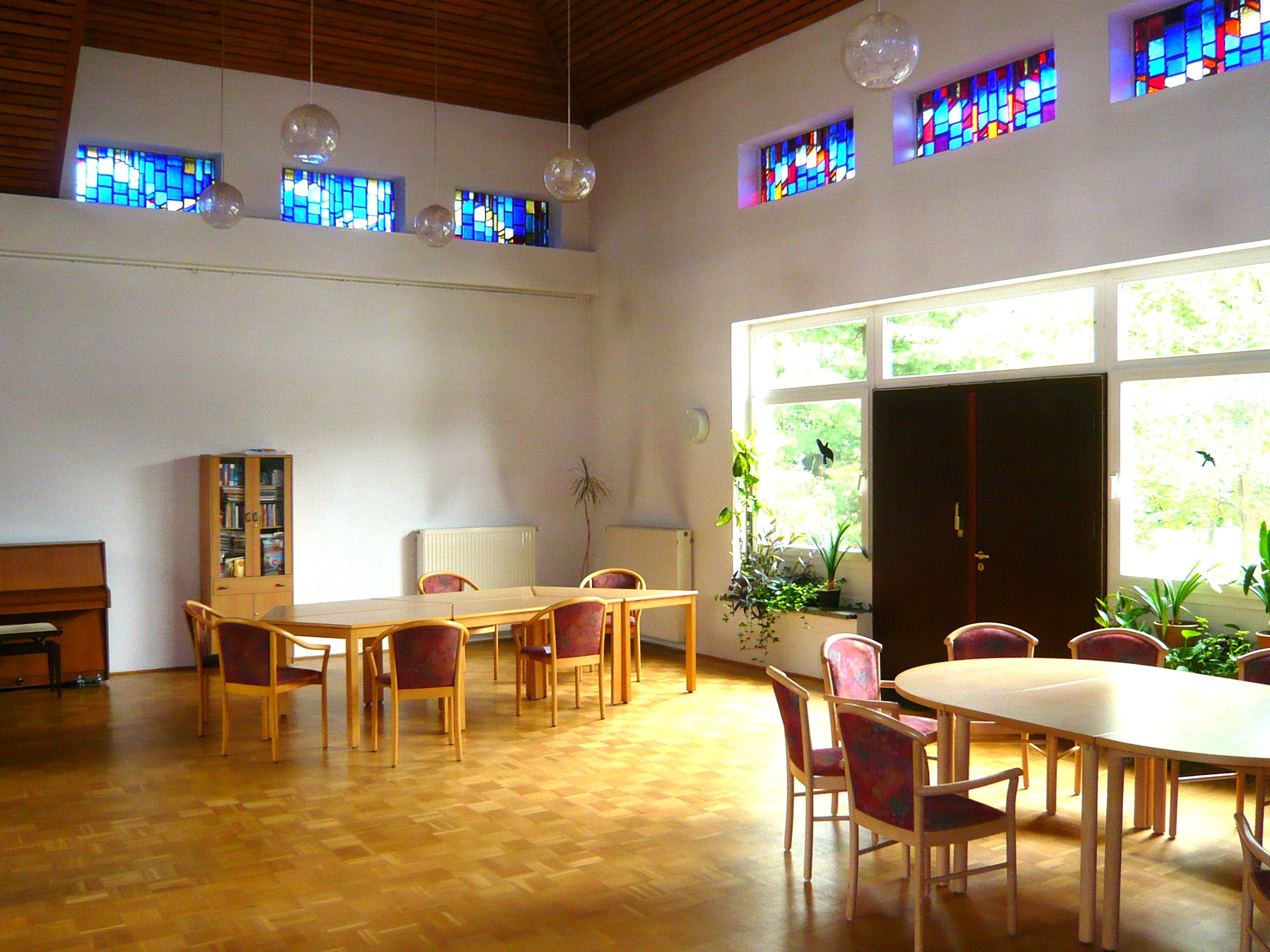
Blick in den Gemeindesaal

Der direkt an den Hauptkirchenraum grenzende Gemeinderaum ist schlicht mit Tisch und einigen Stühlen ausgestattet. Die mit Buntglas versehenen hoch liegenden Kirchenfenster wiederholen sich hier symmetrisch.

## Ausstattung

### Altar und Lesepult
Zunächst erhielt die Kirche einen hölzernen Altartisch aus der evangelischen Gemeinde Karlshorst sowie ein hölzernes Lesepult aus der Dorfkirche Biesdorf. Der Gemeindekirchenrat hatte jedoch bald Kontakt mit dem Künstler Rüdiger Roehl aufgenommen, der nach und nach ein Altarbild, einen Tisch mit eisernem Antependium, ein Pult, Abendsmahlgeräte (Kerzenleuchter, Kelche, Schalen) und eine Taufschale anfertigte. Roehl hatte für alle diese Teile Eisen als Grundmaterial gewählt, weil dieses „viel durchgemacht hat“ und damit die dienende Kirchengemeinde besser symbolisiert als andere Materialien. Das Altarbild hängt frei im Raum und stellt in modernem Stil den Gekreuzigten dar.

### Orgel

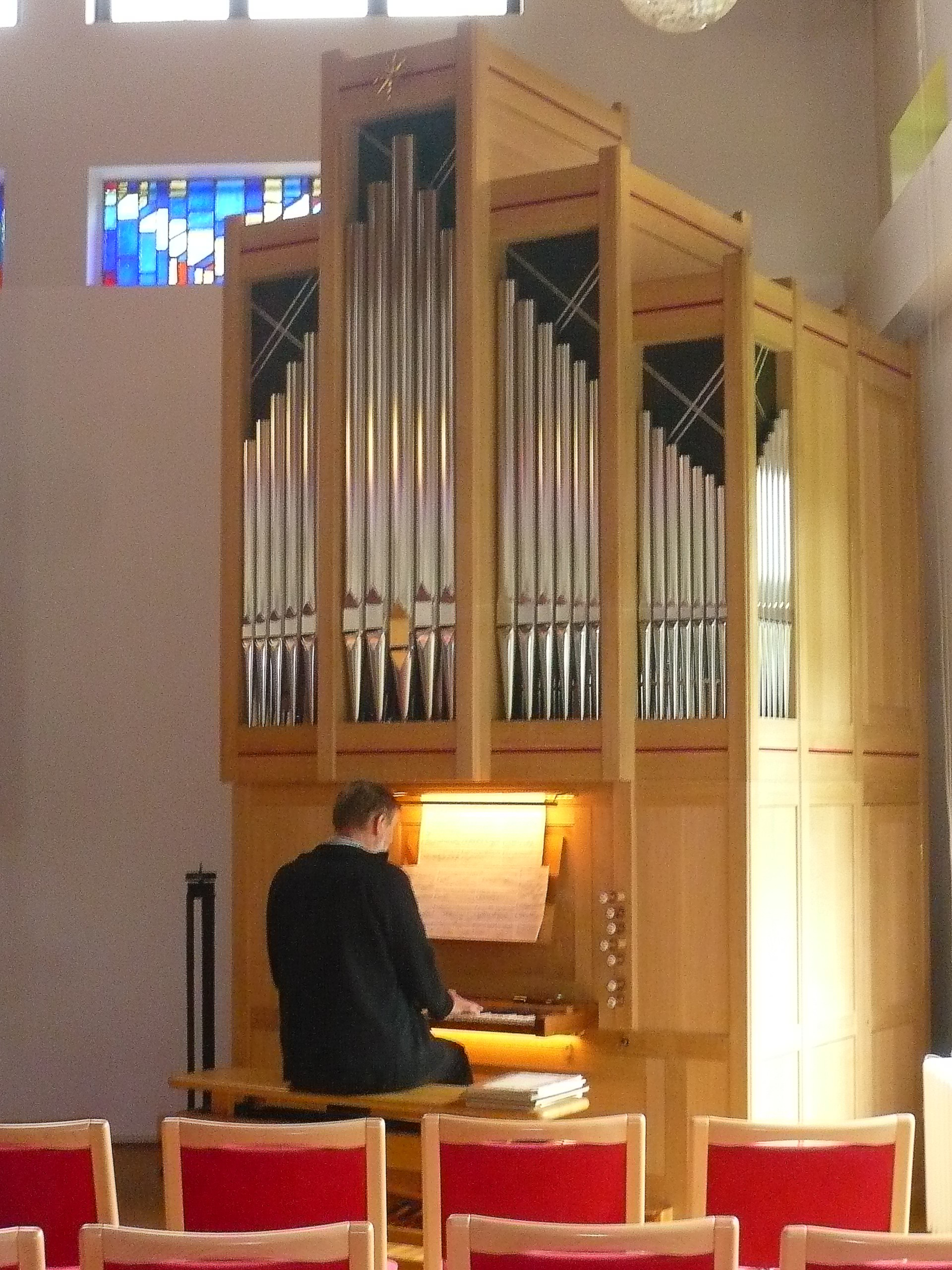
Erneuerte Orgel, August 2011

Bereits 1987 konnte die neue Gemeinde mit kirchenmusikalischer Arbeit beginnen, als Kantor fungierte Johannes Otto Küstermann. Ein Kirchenchor, ein Kinderchor sowie Gitarren- und Flötenkreise und ein fünfköpfiges Bläserensemble bildeten zunächst die Basis. Im Jahr 1989 schenkte die Partnergemeinde in Handschuhsheim der Gemeinde für das Gotteshaus in der Maratstraße eine kleine Orgel aus einer Kirche in Frankfurt am Main. Dies war eine um 1960 vom Schweizer Orgelbauer Erich Frey in Luzern gebaute Orgel und sie diente dort als Interimsinstrument. Ihr fehlte vor allem ein Register, um einen vollen Klang zu erreichen. Für diese Komplettierung und das Umsetzen nach Berlin wurden nun in Marzahn als auch in Handschuhsheim, Heidelberg und anderen Kirchengemeinden erfolgreich Spenden gesammelt. Zunächst wurde die Orgel in Handschuhsheim komplett aufgestellt und das zusätzliche Register eingebaut. Mit den Fotos und Hinweisen dieser Aktion gelangte das Instrument am 12. November 1989, nur drei Tage nach dem Mauerfall, nach Biesdorf. Bereits am 14. November erfolgte hier die Orgelweihe, der Vertreter aller Partnergemeinden beiwohnten. Diese erste Orgel hatte sieben Register, sie passte aber in ihrem Aussehen, in ihrer Bauart und in ihrem Klang nicht sonderlich in den Kirchenraum in Biesdorf.
Im Laufe der Zeit stellten sich die Mängel heraus, die letztlich nur durch einen kompletten Umbau oder eine aufwendige Reparatur beseitigt werden konnten. 2004 hatte sich eine Orgelbaukommission gebildet, die bis zum Jahr 2010 Umbaupläne erstellte, gleichzeitig Angebote einholte und mittels „Bettelbriefen“, Spendenboxen und öffentlichen Aufrufen den größten Teil des benötigten Geldes, rund 30.000 Euro, einsammeln konnte. Auch Benefizkonzerte taten das ihre zur Erhöhung des Spendenaufkommens.
Die Orgelbaumeister Ferdinand Stemmer mit Mitarbeiterin Barbara Dutli überzeugten mit ihrem Angebot die Gemeinde. Sie betreiben in Hărman in Rumänien eine Ausbildungs- und Lehrwerkstatt zum Orgelbau, die Fa. S. C. Constructi de orgi si templarie S.R.L. So wurde – nachdem Stemmer einen Prospektentwurf eingereicht hatte, der auch zum Altarbild passte – die „alte“ Orgel in Biesdorf im Januar 2011 abgebaut und nach Rumänien transportiert. Dort erhielt das Instrument ein Gehäuse aus massivem Eichenholz und weitere Register, es wurde neu gestimmt, in den Cymbelstern wurde eine historisch wertvolle Kalkantenglocke aus einer Brandenburger Kirche eingebaut und es wurden neue Registerschilder als Sonderanfertigung aus der Königlichen Porzellan-Manufaktur Berlin aufgebracht.
Im Mai 2011 kam das umgebaute Instrument nach Berlin zurück. Nach dem Aufbau unter Leitung von Stemmer wurde sie mit einem Konzert am 19. Juni 2011 neu eingeweiht.
Die aktuelle Disposition:
| Manual C–g3 |               |                        |
| 1.          | Principal     | 8′                     |
| 2.          | Salicional    | 8′                     |
| 3.          | Rohrflöte     | 8′                     |
| 4.          | Prinzipal     | 4′                     |
| 5.          | Spitzflöte    | 4′                     |
| 6.          | Oktave        | 2′                     |
| 7.          | Mixtur 2-fach | 1 ⁄3′                  |
| 8.          | Oboe          | 8′ (geteilt bei a0/b0) |
| Tremulant   |               |                        |

| Pedal C–f1 |              |         |
| 9.         | 0000 Subbass | 000 16′ |

- Nebenzüge: Tremulant
- Nebenregister: Vogelgesang, Cymbelstern
- Koppeln: Pedalkoppel

### Taufschale
Die Originaltaufschale aus der Weddinger Kirche wurde nach der politischen Wende an die dortige Gemeinde zurückgegeben. Bis zur Fertigstellung der neuen Schale durch Rüdiger Roehl erhielt die Marzahner Gemeinde im Gegenzug deren vorläufige Taufschale.

## Gemeindeleben der 2004 fusionierten Evangelischen Versöhnungskirchengemeinde
Seit der Fusion 2004 ist Pfarrerin Pfeiffer gemeinsam mit Pfarrer Geiger für die gesamte Gemeinde zuständig. Der erste Pfarrer der früheren Versöhnungsgemeinde war Ernst Gottfried Buntrock, ihm folgten ab 1984 Marie Vogel und die derzeit Geschäftsführende Pfarrerin Claudia Pfeiffer. Die fusionierte Gemeinde hat seit ihrem Bestehen ein umfangreiches Betreuungs- und Beschäftigungsangebot aus- und aufgebaut.

### Gemeindekreise und Veranstaltungen (Auswahl)
- Elterntreff, Seniorentreff
- Kreativkreis, Blindenkreis
- Gesang (Chor, GB-Singers, Senioren Singkreis)
- Seniorengymnastik
- Erntedankfest

### Kindertagesstätte
Die von der Evangelischen Versöhnungskirchengemeinde unterhaltene Kinderbetreuungseinrichtung in Biesdorf-Mitte finanziert sich aus den Beiträgen der Eltern und einem regelmäßigen Zuschuss aus dem Bezirksamt Marzahn-Hellersdorf. Unter dem Namen Schneckenhaus werden 52 Kinder in den Altersstufen ein Jahr, zwei Jahre, drei bis sechs Jahre pädagogisch geschult und betreut.

### Handglockenchor
Die Mitglieder der Gemeinde Biesdorf Nord erhielten in den 1990er Jahren, nachdem Kantor Roland Münch aus der Biesdorfer Gnadenkirche auf einer Tournee in den USA aufgetreten war, einen Satz Handglocken geschenkt. Niemand hatte eine genaue Vorstellung, wie diese zu spielen waren, passende Kompositionen fehlten ebenfalls. Zunächst fanden sich Spieler, die mit den Glocken die Chormusik begleiteten. Erst als im Jahr 2001 begonnen wurde, die Glocken in Begleitung der Kirchenorgel für eigenkomponierte Musikstücke einzusetzen, gelang musikalisch der Erfolg. Bald kamen Konzerte in anderen Kirchengemeinden hinzu und auch internationale Auftritte in Polen, Rumänien und Estland, auch gemeinsam mit einem solchen Chor aus Pennsylvania. Im Ergebnis kam eine bessere Spielweise unter Zuhilfenahme eines Tisches zustande.

### Partnerschaften
In den Jahren 1988 bis 2010 wurden von den ehemals drei Gemeindeteilen zu folgenden evangelischen Gemeinden offizielle Partnerschaften unterhalten:
- Vlissingen in den Niederlanden
- Andreas-Kirchengemeinde in Hüllhorst in Nordrhein-Westfalen,
- Marien-Kirchgemeinde in Telgte, Nordrhein-Westfalen.

Die langjährigen Beziehungen gaben der Biesdorfer Gemeinde viel Hilfe und Unterstützung, sowohl ideell als auch materiell. Höhepunkte waren vor allem die gegenseitigen Besuche. Im Jahr 2011 beschloss der Gemeindevorstand die Beendigung der Partnerschaften mit Vlissingen und Hüllhorst, weil sie „… nicht mehr wirklich wächst“. Vor allem die zahlreichen persönlichen Beziehungen werden aber weiterhin gepflegt. Der Freundeskreis Marzahn/Telgte bleibt erhalten.